# Les Martres-de-Veyre
Les Martres-de-Veyre là một xã ở tỉnh Puy-de-Dôme trong vùng Auvergne-Rhône-Alpes miền trung nước Pháp. Xã này nằm ở khu vực có độ cao trung bình 346 mét trên mực nước biển.